# Coupe d'Allemagne de football 2007-2008
Navigation
Édition précédente Édition suivante
La Coupe d'Allemagne (ou DFB-Pokal) version 2007-2008 est la 55e édition de ce tournoi. Elle a commencé en août 2007 et s'est terminée en avril 2008. La finale a eu lieu le 19 avril 2008 à l'Olympiastadion de Berlin, comme tous les ans depuis 1985 et a vu la victoire du Bayern Munich 2-1 contre Borussia Dortmund après prolongation. Ce fut la 14e Coupe d'Allemagne remportée par le Bayern Munich.

## Dates
Le premier tour se joue du 3 au 6 août 2007, le second tour se joue les 30 et 31 octobre 2007. Les huitièmes de finale se jouent les 29 et 30 janvier 2008, les quarts de finale les 26 et 27 février 2008 et les demi-finales les 18 et 19 mars 2008. La finale se disputera le 19 avril 2008 à Berlin.

## Premier tour
Le premier tour se joue du 3 au 6 août 2007.

### Équipes participantes
Pour le premier tour, 64 équipes sont qualifiées :
| BUNDESLIGA les 18 clubs de la saison 2006/07 | BUNDESLIGA 2 les 18 clubs de la saison 2006/07 | REGIONALLIGA les premier et deuxième de chaque Regionalliga de la saison 2006/07                   | LANDESPOKALSIEGER les gagnants de coupe des 21 fédérations nationales du DFB |
| VfB Stuttgart Schalke 04 Werder Brême Bayern Munich Bayer Leverkusen FC Nuremberg Hambourg SV VfL Bochum Borussia Dortmund Hertha BSC Berlin Hanovre 96 Arminia Bielefeld FC Energie Cottbus Eintracht Francfort VfL Wolfsburg Mayence 05 Aix-la-Chapelle Borussia Mönchengladbach | Karlsruher SC FC Hansa Rostock MSV Duisbourg SC Fribourg Greuther Fürth FC Kaiserslautern FC Augsburg TSV Munich 1860 FC Cologne Erzgebirge Aue Paderborn 07 TuS Koblenz FC Carl Zeiss Iéna Kickers Offenbach Rot-Weiss Essen Unterhaching Wacker Burghausen Eintracht Braunschweig | Regionalliga Nord FC Sankt Pauli VfL Osnabrück Regionalliga Sud SV Wehen-Wiesbaden 1899 Hoffenheim | Schleswig-Holstein : Holstein Kiel Hambourg : SC Victoria Hambourg Brême : Werder Brême "B" Basse-Saxe : SV Wilhelmshaven TSV Havelse Mecklembourg-Poméranie-Occidentale : TSG Neustrelitz Berlin : 1.FC Union Berlin Brandebourg : SV Babelsberg 03 Saxe-Anhalt : FC Magdebourg Saxe : Dynamo Dresde Thuringe : 1.FC Gera 03 (en) Vallée du Haut-Rhin moyen : Bayer Leverkusen "B" Vallée du Bas-Rhin moyen (en) : Wuppertal SV Rhénanie-du-Nord-Westphalie : SC Verl Ahlen Rhénanie : Eintracht Trèves Sud-Ouest : Wormatia Worms Sarre : Rot-Weiß Hasborn-Dautweiler (de) Hesse : SV Darmstadt 98 Wurtemberg : 1. FC Normannia Gmünd (de) Bade : SV Sandhausen Südbaden : FC 08 Villingen Bavière : SV Seligenporten (de) Würzburger FV (en) |

1. ↑  Dans les trois fédérations contenant le plus de clubs (la Bavière, la Basse-Saxe et la Westphalie), le club finaliste participe aussi

### Tableau
Les équipes à gauche jouent à domicile.
|                                       |   |                           |                            |
| TSG Hoffenheim                        | - | FC Augsburg               | 4-2 a.p. (2-2, 1-1)        |
|                                       |   |                           |                            |
| SV Sandhausen                         | - | Kickers Offenbach         | 0-4 (0-1)                  |
|                                       |   |                           |                            |
| Rot-Weiss Essen                       | - | Energie Cottbus           | 8-7 t.a.b. (2-2, 1-1, 1-1) |
|                                       |   |                           |                            |
| VfL Osnabrück                         | - | Borussia Mönchengladbach  | 0-1 (0-0)                  |
|                                       |   |                           |                            |
| SC Verl                               | - | TSV Munich 1860           | 0-3 (0-1)                  |
|                                       |   |                           |                            |
| FC Sankt Pauli                        | - | Bayer 04 Leverkusen       | 1-0 (0-0)                  |
|                                       |   |                           |                            |
| 1.FC Magdebourg                       | - | Borussia Dortmund         | 1-4 (1-2)                  |
|                                       |   |                           |                            |
| SpVgg Unterhaching                    | - | Hertha BSC Berlin         | 0-3 (0-1)                  |
|                                       |   |                           |                            |
| Eintracht Braunschweig                | - | SV Werder Bremen          | 0-1 (0-0)                  |
|                                       |   |                           |                            |
| LR Ahlen                              | - | Hannover 96               | 1-3 (0-3)                  |
|                                       |   |                           |                            |
| SV Wilhelmshaven                      | - | 1.FC Kaiserslautern       | 0-4 (0-3)                  |
|                                       |   |                           |                            |
| Rot-Weiß Hasborn-Dautweiler (de)      | - | FC Hansa Rostock          | 0-8 (0-5)                  |
|                                       |   |                           |                            |
| SV Wehen-Wiesbaden                    | - | VfB Stuttgart             | 1-2 (0-0)                  |
|                                       |   |                           |                            |
| 1. FC Gera 03 (en)                    | - | FC Carl Zeiss Jena        | 0-3 (0-1)                  |
|                                       |   |                           |                            |
| Wuppertaler SV Borussia               | - | FC Erzgebirge Aue         | 4-3 t.a.b. (1-1, 1-1, 1-1) |
|                                       |   |                           |                            |
| FC 08 Villingen                       | - | SC Freiburg               | 1-3 (0-1)                  |
|                                       |   |                           |                            |
| SC Victoria Hamburg                   | - | 1. FC Nürnberg            | 0-6 (0-3)                  |
|                                       |   |                           |                            |
| Holstein Kiel                         | - | Hamburger SV              | 0-5 (0-1)                  |
|                                       |   |                           |                            |
| SV Werder Bremen II                   | - | 1.FC Cologne              | 4-2 a.p. (2-2, 2-0)        |
|                                       |   |                           |                            |
| 1.FC Union Berlin                     | - | Eintracht Frankfurt       | 1-4 (1-2)                  |
|                                       |   |                           |                            |
| SV Babelsberg 03                      | - | MSV Duisburg              | 0-4 (0-0)                  |
|                                       |   |                           |                            |
| Bayer 04 Leverkusen II                | - | SC Paderborn 07           | 0-1 (0-0)                  |
|                                       |   |                           |                            |
| 1. FC Normannia Schwäbisch Gmünd (de) | - | Alemannia Aix-la-Chapelle | 0-3 (0-1)                  |
|                                       |   |                           |                            |
| TSG Neustrelitz                       | - | Karlsruher SC             | 0-2 (0-0, 0-0)             |
|                                       |   |                           |                            |
| TSV Havelse                           | - | TuS Koblenz               | 0-3 (0-3)                  |
|                                       |   |                           |                            |
| Dynamo Dresden                        | - | VfL Bochum                | 0-1 (0-0)                  |
|                                       |   |                           |                            |
| SV Seligenporten (de)                 | - | DSC Arminia Bielefeld     | 0-2 (0-1)                  |
|                                       |   |                           |                            |
| Würzburger FV 04 (en)                 | - | VfL Wolfsburg             | 0-4 (0-1)                  |
|                                       |   |                           |                            |
| Eintracht Trier                       | - | FC Schalke 04             | 0-9 (0-3)                  |
|                                       |   |                           |                            |
| VfR Wormatia Worms                    | - | 1.FSV Mayence 05          | 1-6 (1-1)                  |
|                                       |   |                           |                            |
| SV Darmstadt 98                       | - | SpVgg Greuther Fürth      | 1-3 (0-1)                  |
|                                       |   |                           |                            |
| SV Wacker Burghausen                  | - | FC Bayern München         | 4-5 t.a.b. (1-0)           |
|                                       |   |                           |                            |

## Second tour
Le tirage au sort du second tour a eu lieu le 12 août. Le second tour se joue les 30 et 31 octobre 2007.

### Équipes participantes
Pour le second tour, les 32 équipes qui ont gagné au premier tour sont qualifiées.
| BUNDESLIGA | BUNDESLIGA 2 | REGIONALLIGA                                 |  |
| VfB Stuttgart Schalke 04 Werder Brême Bayern Munich FC Nuremberg Hambourg SV VfL Bochum Borussia Dortmund Hertha BSC Berlin Hanovre 96 Arminia Bielefeld Eintracht Francfort VfL Wolfsburg Karlsruher SC FC Hansa Rostock MSV Duisbourg | Mayence 05 Aix-la-Chapelle Borussia Mönchengladbach SC Fribourg Greuther Fürth FC Kaiserslautern TSV Munich 1860 Paderborn 07 TuS Koblenz FC Carl Zeiss Iéna Kickers Offenbach FC Sankt Pauli 1899 Hoffenheim | Werder Brême II Rot-Weiss Essen Wuppertal SV |  |

### Tableau
Les équipes à gauche jouent à domicile.
| Bundesliga                | - | Bundesliga               |                   |
| 'Werder Brême             | - | MSV Duisbourg            | 4-0               |
|                           |   |                          |                   |
| Karlsruher SC             | - | VfL Wolfsburg            | 0-1               |
|                           |   |                          |                   |
| Borussia Dortmund         | - | Eintracht Francfort      | 2-1               |
|                           |   |                          |                   |
| Schalke 04                | - | Hanovre 96               | 2-0               |
| Bundesliga                | - | Amateur                  |                   |
| Wuppertaler SV Borussia   | - | Hertha BSC Berlin        | 2-0               |
| Bundesliga                | - | Bundesliga 2             |                   |
| Bayern Munich             | - | Borussia Mönchengladbach | 3-1               |
|                           |   |                          |                   |
| Alemannia Aix-la-Chapelle | - | VfL Bochum               | 3-2               |
|                           |   |                          |                   |
| FC Hansa Rostock          | - | Kickers Offenbach        | 6-0               |
|                           |   |                          |                   |
| VfB Stuttgart             | - | SC Paderborn 07          | 3-2               |
|                           |   |                          |                   |
| HSV Hambourg              | - | SC Fribourg              | 3-1               |
|                           |   |                          |                   |
| TuS Koblenz               | - | Arminia Bielefeld        | 1-2               |
|                           |   |                          |                   |
| FC Carl Zeiss Jena        | - | 1.FC Nuremberg           | 2-2 (5 t.a.b à 4) |
| Bundesliga 2              | - | Bundesliga 2             |                   |
| TSV Munich 1860           | - | 1.FSV Mayence 05         | 2-1               |
|                           |   |                          |                   |
| TSG Hoffenheim            | - | SpVgg Greuther Fürth     | 2-1               |
| Bundesliga 2              | - | Amateur                  |                   |
| Werder Brême II           | - | FC Sankt Pauli           | 4-2               |
|                           |   |                          |                   |
| Rot-Weiss Essen           | - | 1.FC Kaiserslautern      | 2-1               |

## Huitièmes de finale
Les matchs des huitièmes de finale se sont joués les 29 et 30 janvier 2008. 
| Équipe 1                  | Score | Équipe 2               |     |
| Wuppertal SV (Amateur)    | 2 - 5 | Bayern Munich (D1)     |     |
| Aix-la-Chapelle (D2)      | 2 - 3 | TSV Munich 1860 (D2)   |     |
| 1899 Hoffenheim (D2)      | 2 - 1 | FC Hansa Rostock (D1)  |     |
| Borussia Dortmund (D1)    | 2 - 1 | Werder Brême (D1)      |     |
| Werder Brême II (Amateur) | 2 - 3 | VfB Stuttgart (D1)     |     |
| Rot-Weiss Essen (Amateur) | 0 - 3 | Hambourg SV (D1)       |     |
| FC Carl Zeiss Iéna (D2)   | 2 - 1 | Arminia Bielefeld (D1) |     |
| VfL Wolfsburg (D1)        | 1 - 1 | Schalke 04 (D1)        | 5-3 |

1. ↑  après prolongations
2. ↑  aux tirs au but

## Quarts de finale
Les matchs des quarts de finale se sont joués les 26 et 27 février 2008. 
| Équipe 1               | Score | Équipe 2                |     |
| Borussia Dortmund (D1) | 3 - 1 | 1899 Hoffenheim (D2)    |     |
| VfB Stuttgart (D1)     | 2 - 2 | FC Carl Zeiss Iéna (D2) | 4-5 |
| VfL Wolfsburg (D1)     | 2 - 1 | Hambourg SV (D1)        |     |
| Bayern Munich (D1)     | 1 - 0 | TSV Munich 1860 (D2)    |     |

1. ↑  aux tirs au but
2. 1 2  après prolongations

## Demi-finales
Les matchs des demi-finales se sont joués les 18 et le 19 mars 2008. 
Le FC Carl Zeiss Iéna est le dernier club de D2 encore en lice à ce stade de la compétition.
| Équipe 1               | Score | Équipe 2                |
| Borussia Dortmund (D1) | 3 - 0 | FC Carl Zeiss Iéna (D2) |
| Bayern Munich (D1)     | 2 - 0 | VfL Wolfsburg (D1)      |

## Finale
La finale s'est tenue au Stade olympique de Berlin le 19 avril 2008.
Le Bayern Munich a remporté sa 14e Coupe d'Allemagne.
| Équipe 1               | Score | Équipe 2           |
| Borussia Dortmund (D1) | 1 - 2 | Bayern Munich (D1) |

1. ↑  après prolongations